# Pinacol
El pinacol (2,3-dimetil-2,3-butanodiol) és un compost orgànic sòlid de color blanc. Es pot obtenir a partir de l'acetona mitjançant la reducció pinacolínica: